# Ringgoldeilanden
De Ringgoldeilanden zijn subgroep binnen de Vanua Levugroep in Fiji. Het Budd-, Nukusemanu- en Heemskercq Reef maken deel uit van de groep.
De archipel is vrijwel onbewoond. Alleen op Qelelevu is een klein dorpje. De bewoners leven van visserij.